# Балем-сюр-Марн
Бале́м-сюр-Марн (фр. Balesmes-sur-Marne) — колишній муніципалітет у Франції, у регіоні Гранд-Ест, департамент Верхня Марна. Населення — 251 осіб (2011).
Муніципалітет був розташований на відстані близько 260 км на південний схід від Парижа, 150 км на південний схід від Шалон-ан-Шампань, 37 км на південний схід від Шомона.

## Історія
До 2015 року муніципалітет перебував у складі регіону Шампань-Арденни. Від 1 січня 2016 року належав до нового об'єднаного регіону Гранд-Ест.
1 січня 2016 року Балем-сюр-Марн було приєднано до муніципалітету Сен-Жом.

## Демографія
Динаміка населення (INSEE ):
Розподіл населення за віком та статтю (2006):
| Стать | Всього | До 15 років | 15-24 | 25-44 | 45-64 | 65-85 | Понад 85 |
| --- | ------ | ----------- | ----- | ----- | ----- | ----- | -------- |
| Чоловіки | 120    | 16          | 12    | 40    | 44    | 4     | 4        |
| Жінки | 148    | 32          | 32    | 32    | 40    | 8     | 4        |
| \| Статево-вікова піраміда \| Статево-вікова піраміда \| Статево-вікова піраміда \| \| ----------------------- \| ----------------------- \| ----------------------- \| \| Чоловіки \| Вік \| Жінки \| \| 4 \| 85 + \| 4 \| \| 0 \| 80-84 \| 0 \| \| 4 \| 75-79 \| 8 \| \| 0 \| 70-74 \| 0 \| \| 0 \| 65-69 \| 0 \| \| 0 \| 60-64 \| 0 \| \| 24 \| 55-59 \| 16 \| \| 16 \| 50-54 \| 12 \| \| 4 \| 45-49 \| 12 \| \| 16 \| 40-44 \| 12 \| \| 4 \| 35-39 \| 8 \| \| 16 \| 30-34 \| 4 \| \| 4 \| 25-29 \| 8 \| \| 0 \| 20-24 \| 8 \| \| 12 \| 15-20 \| 24 \| \| 4 \| 10-14 \| 24 \| \| 4 \| 5-9 \| 8 \| \| 8 \| 0-4 \| 0 \| |        |             |       |       |       |       |          |
| Статево-вікова піраміда |        |             |       |       |       |       |          |
| Чоловіки | Вік    | Жінки       |       |       |       |       |          |
| 4 | 85 +   | 4           |       |       |       |       |          |
| 0 | 80-84  | 0           |       |       |       |       |          |
| 4 | 75-79  | 8           |       |       |       |       |          |
| 0 | 70-74  | 0           |       |       |       |       |          |
| 0 | 65-69  | 0           |       |       |       |       |          |
| 0 | 60-64  | 0           |       |       |       |       |          |
| 24 | 55-59  | 16          |       |       |       |       |          |
| 16 | 50-54  | 12          |       |       |       |       |          |
| 4 | 45-49  | 12          |       |       |       |       |          |
| 16 | 40-44  | 12          |       |       |       |       |          |
| 4 | 35-39  | 8           |       |       |       |       |          |
| 16 | 30-34  | 4           |       |       |       |       |          |
| 4 | 25-29  | 8           |       |       |       |       |          |
| 0 | 20-24  | 8           |       |       |       |       |          |
| 12 | 15-20  | 24          |       |       |       |       |          |
| 4 | 10-14  | 24          |       |       |       |       |          |
| 4 | 5-9    | 8           |       |       |       |       |          |
| 8 | 0-4    | 0           |       |       |       |       |          |

## Економіка
2010 року серед 167 осіб працездатного віку (15—64 років) 121 була активною, 46 — неактивними (показник активності 72,5%, у 1999 році було 81,3%). З 121 активної мешканців працювало 113 осіб (62 чоловіки та 51 жінка), безробітними було 8 (3 чоловіки та 5 жінок). Серед 46 неактивних 14 осіб було учнями чи студентами, 21 — пенсіонерами, 11 були неактивними з інших причин.

У 2010 році в муніципалітеті числилось 112 оподаткованих домогосподарств, у яких проживали 269,5 особи, медіана доходів виносила 19 081 євро на одного особоспоживача